# Радван (Лодзинське воєводство)
Радван (пол. Radwan) — село в Польщі, у гміні Білачув Опочинського повіту Лодзинського воєводства.
Населення — 226 осіб (2011).
У 1975-1998 роках село належало до Пйотрковського воєводства.

## Демографія
Демографічна структура станом на 31 березня 2011 року:
|          | Загалом | Допрацездатний вік | Працездатний вік | Постпрацездатний вік |
| -------- | ------- | ------------------ | ---------------- | -------------------- |
| Чоловіки | 109     | 19                 | 76               | 14                   |
| Жінки    | 117     | 29                 | 60               | 28                   |
| Разом    | 226     | 48                 | 136              | 42                   |